# اسکیپ و لوفر
اسکیپ و لوفر (به انگلیسی: Skip and Loafer) مجموعه مانگا ژاپنی به نویسندگی و تصویرگری میساکی تاکاماتسو است که از اوت ۲۰۱۸ در ماهنامه افترنون در حال انتشار است. مجموعه تلویزیونی انیمه اقتباسی ساخته استودیو پی.ای. ورکس از آوریل تا ژوئن ۲۰۲۳ پخش شد و فصل دوم آن نیز در دست ساخت است.
تا مارس ۲۰۲۴، این اثر بیش از ۲٫۳ میلیون نسخه به فروش رسانده و در سال ۲۰۲۳، برنده چهل و هفتمین جایزه مانگای کودانشا در بخش عمومی شد.

## داستان
میتسومی ایواکورا دانش آموز دبیرستانی درخشانی است که پس از فارغ‌التحصیلی از دبیرستان از حومه استان ایشیکاوا به دبیرستانی در کلان‌شهر توکیو نقل مکان می‌کند. میتسومی در یک منطقه خالی از سکنه بزرگ شده به طوری که با تنها هشت دانش آموز در کلاس خود همراه بوده است. با این حال، در روز مراسم ورودش، او در مسیر رفت و آمد گرفتار می‌شود و گم می‌شود و برنامه زندگی اش به سرعت به هم می‌خورد. پسری قد بلند و خوش تیپ نگران میتسومی می‌شود و او را صدا می‌زند و پس از گفت و گو، تصمیم می‌گیرد هر روز با او به مدرسه برود.